# خانه علی کاظمی
خانه آقای علی کاظمی در شهرستان فومن، شهرک ماسوله واقع شده که این اثر در تاریخ ۲۵ اسفند ۱۳۸۰ با شمارهٔ ثبت ۵۳۴۶ به‌عنوان یکی از آثار ملی ایران به ثبت رسیده است.